# Megan Oldham
Megan Oldham (* 12. Mai 2001 in Newmarket) ist eine kanadische Freestyle-Skierin. Sie startet in den Disziplinen Slopestyle und Big Air.

## Werdegang
Oldham gewann im Februar 2018 im Slopestyle beim Nor-Am-Cup in Calgary und im errang im folgenden Monat in Le Relais den dritten Platz im Slopestyle. Zu Beginn der Saison 2018/19 startete sie in Stubai erstmals im Weltcup und belegte dabei den 19. Platz im Slopestyle. Im weiteren Saisonverlauf kam sie im Slopestyle auf der Seiser Alm auf den zweiten Platz und in Mammoth auf den dritten Platz. Zudem siegte sie bei den Aspen/Snowmass Open in Aspen und holte im Slopestyle in Silvaplana ihren ersten Weltcupsieg. Sie gewann damit den Slopestyle-Weltcup und errang im Gesamtweltcup und Big-Air-Weltcup jeweils den zehnten Platz. Bei den Juniorenweltmeisterschaften 2019 in Kläppen gewann sie die Silbermedaille im Big Air. Zudem wurde sie dort Neunte im Slopestyle. Im folgenden Jahr belegte sie bei den Winter-X-Games in Aspen den sechsten Platz im Slopestyle und den fünften Rang im Big Air und holte bei den X-Games Norway die Goldmedaille im Big Air.

## Erfolge

### Weltcupsiege
| Nr. | Datum             | Ort             | Disziplin  |
| --- | ----------------- | --------------- | ---------- |
| 1.  | 30. März 2019     | Silvaplana      | Slopestyle |
| 2.  | 5. März 2022      | Bakuriani       | Slopestyle |
| 3.  | 16. Dezember 2022 | Copper Mountain | Big Air    |

### Weltcupwertungen
| Saison  | Gesamt | Gesamt | Park & Pipe | Park & Pipe | Slopestyle | Slopestyle | Big Air | Big Air |
| Saison  | Platz  | Punkte | Platz       | Punkte      | Platz      | Punkte     | Platz   | Punkte  |
| ------- | ------ | ------ | ----------- | ----------- | ---------- | ---------- | ------- | ------- |
| 2018/19 | 10.    | 56,2   | -           | -           | 1.         | 281        | 10.     | 45      |
| 2019/20 | 51.    | 24,2   | -           | -           | 14.        | 92         | 4.      | 121     |
| 2020/21 | -      | -      | 17.         | 79          | 14.        | 50         | 9.      | 29      |
| 2021/22 | -      | -      | 8.          | 194         | 4.         | 162        | 15.     | 32      |

### Winter-X-Games
- Winter-X-Games 2020: 5. Big Air, 6. Slopestyle
- X-Games Norway 2020: 1. Big Air, 7. Slopestyle
- Winter-X-Games 2021: 2. Big Air, 3. Slopestyle
- Winter-X-Games 2022: 2. Big Air, 3. Slopestyle
- Winter-X-Games 2023: 1. Big Air, 1. Slopestyle